# Bunt (grupa artystyczna)
Bunt – grupa artystyczna, powstała w Poznaniu w 1918 roku, skupiona głównie wokół czasopisma "Zdrój".

## Charakterystyka
Należeli do niej przede wszystkim poeci i malarze, m.in.: Adam Bederski (poeta, teoretyk i autor manifestów programowych), Jerzy Hulewicz, Małgorzata i Stanisław Kubiccy, Władysław Skotarek, Stefan Szmaj, Jan Jerzy Wroniecki i August Zamoyski. Później dołączyli do niej także Artur Maria Swinarski i Jan Panieński. Funkcjonowała oficjalnie do roku 1920.
Grupę cechowało aktywistyczne i społeczne zaangażowanie, traktowanie literatury jako środka do kształtowania rzeczywistości pozaliterackiej. Wyparto metafizykę (wprowadzoną na łamy "Zdroju" przez Przybyszewskiego), swoją uwagę kierując na sprawy polityczne oraz na sformułowanie artystycznego programu nowej sztuki, inspirowanej niemieckim ekspresjonizmem. Radykalizm nurtu zrażał stałych czytelników poznańskiego czasopisma; wpływ miała na to także późniejsza krytyka ze strony Przybyszewskiego.
1 kwietnia 1918 zorganizowano po raz pierwszy w pomieszczeniach poznańskiego Towarzystwa Sztuk Pięknych wystawę prac członków nowej grupy. W związku z wybuchem skandalu (oskarżano twórców o obrazę moralności) przeniesiono prace do innych, zastępczych pomieszczeń. Tego samego dnia opublikowano specjalne wydanie "Zdroju", tzw. zeszyt "Buntu", który zawierał manifesty programowe, wiersze, wypowiedzi członków grupy oraz reprodukcje rysunków. W czerwcu 1918 roku wystawę przeniesiono do galerii w Berlinie i Düsseldorfie.
Przybyszewski początkowo niechętny był ekspresjonizmowi nowej grupy. Jednak starania Jerzego Hulewicza i jego gorące namowy ostatecznie przekonały młodopolskiego artystę do nowej koncepcji sztuki (do tego stopnia, że nazwał on całą swoją twórczość "ekspresjonistyczną"). Mimo tej akceptacji Przybyszewski wciąż pouczał i ostrzegał nowych artystów, z kolei grupa nie potrafiła zaakceptować tradycji młodopolskiej (której przeciwstawiał się np. Adam Bederski w wierszu Czytelnik pobożny, otwierającym Zeszyt "Buntu", lub Stanisław Kubicki, formułując wypowiedzi takie jak "Precz z hasłem: Sztuka dla sztuki" czy "Uchwyćmyż sprawę człowieka w ręce nasze"). Sympatia między członkami nowej grupy a Przybyszewskim trwała więc bardzo krótko – ostatecznie przedstawiciel młodopolskiej cyganerii artystycznej zerwał kontakty z redakcją "Zdroju".
Od początku swojego powstania "Bunt" utrzymywał bliskie kontakty z niemieckimi ruchami artystycznymi, przede wszystkim z redakcjami ekspresjonistycznych czasopism, takich jak "Der Sturm" czy "Die Aktion" (na łamach którego wiele miejsca poświęcono prezentacji poznańskiej grupy – numery 21/22 i 35/36 z 1918 roku). Grupa utrzymywała także znajomość z krakowskimi formistami, organizując wspólne wystawy w Poznaniu i Krakowie, a w 1919 nawiązała kontakt z łódzką grupą Jung Idysz.
Oficjalnie "Bunt" zakończył swoją działalność w 1920 roku, chociaż w 1919 roku grupa nie była już aktywna.